# Phyllanthus vanderystii
Phyllanthus vanderystii är en emblikaväxtart som beskrevs av John Hutchinson och De Wild.. Phyllanthus vanderystii ingår i släktet Phyllanthus och familjen emblikaväxter.
Artens utbredningsområde är Kongo-Kinshasa. Inga underarter finns listade i Catalogue of Life.